# EK Zell am See
Der Verein EK Zeller Eisbären, auch EKZ oder Zeller Eisbären genannt, ist ein österreichischer Eishockeyclub aus Zell am See, der in der zweithöchsten österreichischen Spielklasse, der Alps Hockey League, spielt. Die Zeller Eisbären waren insgesamt neunmal Zweitligameister. Die Heimstätte ist die KE KELIT Arena, die etwa 2.600 Sitz- und Stehplätze umfasst.

## Geschichte

### Gründung (1928–1960)
Ab etwa 1910 wurde in Zell am See Bandy betrieben. Erst Mitte der 1920er Jahre begann man, auch in Zell Eishockey zu spielen.
1928 wurde der Eislauf- und Tennis-Club (ETC) Zell im Pinzgau als Zusammenschluss von Eisläufern, Eishockeyspielern und Tennisspielern durch Erich und Willi Schandlbauer, Ing. Gross und Otto Hainz gegründet und 1929 in den österreichischen Eishockeyverband aufgenommen. Als Spielstätte wurde damals ein Natureisplatz (auf den Bräuwiesen) betrieben, der im Sommer als Tennisplatz genutzt wurde.
Während des Zweiten Weltkrieges wurde ausschließlich in Wien und Umgebung ein regulärer Spielbetrieb aufrechterhalten, so dass die Zeller Mannschaft nur Freundschaftsspiele austrug.
Ende des Jahres 1946 begann der Wiederaufbau des Klubs, eine Mannschaft aufgestellt und später der Spielbetrieb wieder aufgenommen. In der Saison 1952/53 nahm der der EKZ an der Spielklasse Mitte West/B teil und absolvierte auch einige internationale Freundschaftsspiele. Zwischen 1955 und 1958 nahm keine Zeller Mannschaft am regulären Spielbetrieb teil.
In den 1950er entwickelte sich der Eishockeysport in Österreich sehr positiv, und auch in Zell stellte sich Ende des Jahrzehnts wieder Erfolge ein. Unter Führung vom Niederländer Robert Zalinge als Spielertrainer belegte der EKZ 1959 in der Liga Mitte West/B den ersten Platz. Den Aufstieg in die höchste Spielklasse verpasste der Klub jedoch sowohl 1959 (gegen Union EC Wien), als auch 1960 gegen den Wiener Eislauf-Verein. Zwei Jahre später schaffte der Klub dann den Aufstieg in die höchste Liga, maßgeblich daran waren der Kanadier Bob Bergeron und Kapitän Volker Hölzl beteiligt. In den Aufstiegsspielen schlug der EKZ den Union EC Wien mit 20:4 und 6:2 und sicherte sich damit die erstmalige Teilnahme an der Nationalliga.

### Höchste Spielklasse (1961–1972)
In der Nationalliga war es zunächst schwer für den EKZ, gegen die etablierten Klubs wie dem WEV, EC KAC und Innsbrucker EV zu bestehen und verlor teils zweistellig. Aufgrund von drei Siegen erreichte der EKZ 1962 dennoch den fünften Rang. In der Saison 1962/63 verlor der EKZ nur zweimal zweistellig und erreichte den vorletzten Rang. In der geteilt ausgespielten Nationalliga 1963/64 wurden pro Mannschaft nur vier Partien ausgetragen und der EKZ belegte insgesamt den fünften Rang.
In der Saison 1965/66 wurde eine Ligareform durchgeführt, die mit der Bundesliga eine neue erste Spielklasse mit nur noch vier Teilnehmern (KAC, WEV, IEV und Kitzbüheler EC) definierte. Der EKZ wurde in die nun zweitklassige Nationalliga eingeteilt und gehörte dort in den folgenden Jahren zu den Spitzenklubs. 1967 brachte der EKZ eine Volksbefragung auf den Weg, die zu einer klaren Mehrheit für die Errichtung einer neuen Kunsteisbahn führte. In nur 90 Tagen wurde die neue Zeller Kunsteisbahn mit provisorischen Zuschauertribünen erbaut und am 6. Dezember 1967 eröffnet.
1968 gelang es dem EKZ als Zweitplatziertem der Nationalliga, in die Bundesliga aufzusteigen und konnte den Platz ein Jahr später in der Liga-Relegation gegen den Salzburger EC verteidigen. In der Bundesligamannschaft spielten zu dieser Zeit der spätere Nationalspieler Michael Herzog und Josef Wimmer. Bis 1972 konnte sich der Klub in der höchsten Liga halten, musste aber nach dem letzten Platz in der Saison 1971/72 in die Oberliga absteigen.

### Nationalliga (1972–1989)
Nach dem Abstieg folgten viele Jahre in der zweithöchsten Spielklasse, zuerst in der Oberliga, später in der Oberliga-West und anschließend 16 Jahre in der Nationalliga. Der erfolgreichste Zeitraum der Zweitklassigkeit wurde durch die polnischen Spieler Mieczysław Jaskierski und Henryk Janiszewski, besonders letzterer war in den 1980er-Jahren der überragende Spieler im Team und agierte später auch als Spielertrainer. 1986 gewannen die Zeller die Nationalliga-Meisterschaft, mit dabei war Zdeněk Vaněk, der Vater des späteren NHL-Spielers Thomas Vanek. 1988 wurden mit Manfred Mühllechner und Gerhard Wimmer weitere ehemalige Spieler des in Konkurs gegangenen Salzburger EC verpflichtet.

### Aufstieg in die Bundesliga und zwei Insolvenzen (1989–2002)
Am 28. Dezember 1989 wurde die Überdachung des Eisstadions fertiggestellt und damit die Zeller Eishalle eröffnet. Am Ende der Saison 1989/90 besiegte der EKZ den UEC Graz mit 2:0 im Playoff-Finale und gewann damit den dritten Nationalliga-Meisterschaft der Vereinsgeschichte. Aufgrund der finanziellen Situation des Vereins verzichtete der EKZ jedoch auf den Aufstieg in die Bundesliga. Ein Jahr später wiederholte die Mannschaft des EKZ den Meisterschaftsgewinn, diesmal im Finale gegen den EHC Linz und entschied sich im Sommer 1991, in die Bundesliga aufzusteigen. Dieser Aufstieg bedeutete zugleich die Teilnahme an der neu geschaffenen Alpenliga. Um die Mannschaft zu verstärken, wurden Frank Carnevale als Trainer und die beiden Olympiasieger Mark Johnson und John Miner verpflichtet. 1992 wurde der Spielbetrieb der Profimannschaft in die EKZ-Gesellschaft überführt. In der Saison 1992/93 belegte der EKZ mit dem dritten Platz die beste Platzierung in der Bundesliga, war aber finanziell überfordert und ging in die Insolvenz.
Als Nachfolgeverein wurden 1993 unter der Leitung von Gottfried Huber der EKZ Die Eisbären gegründet und zum Spielbetrieb in der Nationalliga angemeldet. In der Saison 1993/94 erreichten die Eisbären den fünften Tabellenrang und schieden im Playoff-Halbfinale aus. Aufgrund der Aufstockung der ersten Spielklasse zur Saison 1995/96 spielte der EKZ wieder in der Bundesliga, jedoch endete die Teilnahme an der Bundesliga sowohl mit dem sportlichen Abstieg, als auch mit einer erneuten Insolvenz. Danach wurde der Verein unter Führung von Albert Herzog neu aufgebaut, 1996 der Spielbetrieb in der Nationalliga wieder aufgenommen und 1998 der im Pinzgau wohnende deutsche Mäzen Otto Wittschier als Sponsor für den Verein gewonnen. Ende der 1990er-Jahre scheiterten die Eisbären dreimal hintereinander im Finale der Nationalliga. Nach dem Rückzug der VEU Feldkirch und des Wiener Eislauf-Vereins aus der Bundesliga im Sommer 2000 wurden fast alle Nationalliga-Teilnehmer in die höchste Spielklasse aufgenommen. Nach zwei sechsten Tabellenplätzen und anschließenden Viertelfinale-Teilnahmen folgte 2002 der freiwillige Rückzug des EKZ in die Nationalliga.

### Zwei Meistertitel und neuerliche Insolvenz (2002–2010)
Nach dem Rückzug aus der Bundesliga belegte der EKZ im Grunddurchgang der Saison 2002/03 den zweiten Platz, erreichte mit jeweils zwei 2:0-Siegen über den EC Dornbirn und den Kapfenberger SV das Playoff-Finale und besiegte in diesem den EC Red Bulls Salzburg mit 3:2. Damit gewann der Verein den fünften Meistertitel der Vereinsgeschichte, verzichtete jedoch aus finanziellen Gründen auf einen Aufstieg in die Bundesliga.
Die Saison 2004/05 war eine der erfolgreichsten in der Geschichte der Zeller Eisbären. In 45 Spielen gelangen der Mannschaft 40 Siege. Im Playoff-Finale traf die Mannschaft auf den EHC Lustenau und gewann die Best-of-Five-Serie mit 3:1. Jozef Daňo wurde Topscorer der Nationalliga mit 92 Punkten und war mit 48 Toren auch Torschützenkönig. Zudem beendete der langjährige EKZ-Spieler Walter Putnik nach der Saison seine Karriere, anschließend wurde seine Trikotnummer 29 gesperrt.
Am Ende des Grunddurchgangs der folgenden Saison belegte der EKZ Platz zwei hinter der VEU Feldkirch. Durch einen Sieg über den W-EV im Viertelfinale erreichte das Team das Halbfinale gegen den EV Zeltweg, dem der EKZ mit 2:3 unterlag.
In den folgenden Jahren scheiterte der EKZ meist im Playoff-Halbfinale, 2008 bereits im Viertelfinale. Nach dem Tod des Präsidenten und Hauptsponsors Otto Wittschier ging der Verein im Juni 2009 mit Schulden in Höhe von 220.000 Euro zum dritten Mal nach 1993 und 1995 in Konkurs. Im Laufe des Sommers 2009 wurden die EK Zeller Eisbären als Nachfolgeverein gegründet. Die Verantwortlichen des neuen Vereins beantragten beim österreichischen Eishockeyverband  trotz der Insolvenz die Aufnahme in die Nationalliga, was dieser entgegen vorhergehender Entscheidungen bestätigte. Schließlich einigte sich Verband mit den teilnehmenden Vereinen Ende Juli 2009 auf ein Teilnehmerfeld von sieben Mannschaften inklusive der Zeller Eisbären.

## Erfolge
- Meister der zweiten Spielklasse: 1960/61, 1974/75, 1978/79, 1985/86, 1989/90, 1990/91, 2002/03, 2004/05, 2022/23
- Alps-Hockey-League-Sieger: 2024/25

## Spielstätte
Die Eishalle Zell am See wurde ursprünglich 1967 als offene, nicht überdachte Kunsteisbahn errichtet. Nach vielen Jahren der Diskussionen über eine Überdachung wurde 1989 die überdachte Eishalle eingeweiht. Sie bietet heute 2.600 Besuchern Platz. Davon sind 1.215 Stehplätze und 1.385 Sitzplätze.
Im Jahr 2003 erfolgte ein Umbau, um den aktuellen Anforderungen gerecht zu werden. Im Zuge der Sanierung der technischen Bereiche sowie der Piste wurde die komplette Eingangs- und Fluchtwegsituation sowie damit verbunden auch die Beschickung der Halle inklusive behindertengerechten Zugang umgebaut.
Zur Saison 2021/22 wurde die Eisbärenarena in KE KELIT Arena umbenannt. In den folgenden Jahren wurde das Hallendach saniert, vier neue Kabinen, ein Fitnessraum und ein Mehrzweck-Seminarraum errichtet sowie modernste Flex-Banden als auch eine LED-Videowall installiert. Die Arbeiten wurden im Sommer 2023 fertiggestellt. Seither finden in der Eishalle das Red Bull Salute sowie regelmäßig Spiele der österreichischen Herren- und Damen-Nationalmannschaft statt.
Die Zuschauerzahl bei den Heimspielen des EKZ stieg von 20.000 in der Saison 2016/17 (22 Spiele) über ca. 39.500 in der Saison 2023/24 (22 Spiele) auf knapp 66.100 in der Saison 2024/25 (31 Spiele).

## Spieler

### Bekannte ehemalige Spieler
- Alfred Huber – österreichischer Nationalspieler; Eishockeytorhüter und Tennisspieler
- Mieczyslaw Jaskierski – 1981–1986, 1987–1988; polnischer Nationalspieler
- Thomas Vanek – Nachwuchsspieler des Klubs; österreichischer Nationalspieler; NHL-Spieler, u. a. für die Buffalo Sabres
- Mitch Lamoureux – 1991–1992; kanadischer Nationalspieler; NHL-Spieler für die Pittsburgh Penguins und Philadelphia Flyers
- Mark Johnson – 1991–1992; US-amerikanischer Nationalspieler; Olympiasieger 1980 und Rekordspieler des Nationalteams; NHL-Spieler, u. a. für die Pittsburgh Penguins und die Hartford Whalers; Mitglied der IIHF Hall of Fame
- Vladimir Svitek – 1991–1992; tschechoslowakischer Nationalspieler; zweifacher tschechoslowakischer Meister mit dem HC Košice
- John Miner – 1991–1993, 2005–2006; NHL-Spieler für die Edmonton Oilers; Schweizer Meister mit dem EV Zug sowie deutscher Meister mit den Kölner Haie
- Steve Ludzik – 1992–1993; NHL-Spieler für die Chicago Blackhawks und Buffalo Sabres; NHL-Trainer für Tampa Bay Lightning
- Marty Dallman – 1992–1993; österreichischer Nationalspieler; NHL-Spieler für die Toronto Maple Leafs
- Thomas Cijan – 1992–1993; österreichischer Nationalspieler; neunfacher österreichischer Meister mit dem EC KAC; Vater von Alexander Cijan
- Edward Lebler – 1992–1993; österreichischer Nationalspieler; fünffacher österreichischer Meister mit dem EC KAC sowie mit dem EC VSV; Vater von Michael und Brian Lebler
- Kim Issel – 1994–1995; NHL-Spieler für die Edmonton Oilers; zweifacher österreichischer Meister mit dem EC VSV, italienischer Meister mit dem HC Bozen sowie zweifacher slowenischer Meister mit dem HK Olimpija Ljubljana
- Markus Kerschbaumer – 1996–2000; österreichischer Meister mit dem EC VSV
- Patrick Machreich – Nachwuchsspieler des Klubs; 1996–2003, 2017–2019; österreichischer Nationalspieler; österreichischer Meister mit dem EC VSV
- Thomas Pfeffer – Nachwuchsspieler des Klubs; 1997–2002, 2010–2012; österreichischer Nationalspieler; dreifacher österreichischer Meister mit dem EC VSV
- Ramil Juldaschew – 1997–1999; ukrainischer Nationalspieler
- Harri Laurila – 1999–2001; finnischer Nationalspieler; Vize-Weltmeister 1992; vierfacher finnischer Meister mit Tappara
- Ryan Foster – 1999–2002, 2003, 2007–2008; kanadischer Nationalspieler
- Walter Bartholomäus – 2001–2002, 2009–2013; österreichischer Nationalspieler
- Jozef Daňo – 2002–2006; slowakischer Nationalspieler; slowakischer Meister mit dem HK Dukla Trenčín
- Michael Suttnig – 2005–2007; österreichischer Nationalspieler; zweifacher österreichischer Meister mit dem EC KAC
- Daniel Nageler – 2006–2009, 2018–2019; österreichischer Nationalspieler; österreichischer Meister mit dem EC VSV
- Nikolaus Hartl – Nachwuchsspieler des Klubs; 2007–2011, 2024; österreichischer Nationalspieler; österreichischer Meister mit den Vienna Capitals
- Clemens Unterweger – Nachwuchsspieler des Klubs; 2009–2012; österreichischer Nationalspieler; zweifacher österreichischer Meister mit dem EC KAC
- Julian Großlercher – Nachwuchsspieler des Klubs; 2011–2014; österreichischer Nationalspieler; österreichischer Meister mit den Vienna Capitals
- Igor Rataj – 2011–2017; slowakischer Nationalspieler; zweifacher slowakischer Meister mit dem HC Slovan Bratislava sowie tschechischer Meister mit dem HC Slavia Prag
- Franz Wilfan – 2012–2020; österreichischer Nationalspieler; sein Bruder Max als auch seine Cousins Markus und Thomas Pöck sind Eishockeyspieler
- Lukas Herzog – Nachwuchsspieler des Klubs; 2015–2016; österreichischer Nationalspieler
- Jan Kolář – 2016–2018; tschechischer Nationalspieler; zweifacher österreichischer Meister mit dem HC Pardubice
- Fabian Scholz – Nachwuchsspieler des Klubs; 2016–2019; österreichischer Nationalspieler; österreichischer Meister mit den Black Wings Linz
- Martin Oraže – 2017–2020; österreichischer Nationalspieler; österreichischer Meister mit dem EC VSV sowie slowenischer Meister mit HDD Jesenice
- Alexander Feichtner – 2017–2019; österreichischer Nationalspieler; dreifacher österreichischer Meister mit dem EC Red Bull Salzburg
- Benjamin Baumgartner  – Nachwuchsspieler des Klubs; österreichischer Nationalspieler
- Henrik Neubauer – 2021–2023; österreichischer Nationalspieler
- Mario Altmann – 2023–2025; österreichischer Nationalspieler; österreichischer Meister mit den Vienna Capitals
- Max Zimmermann – 2021–2025; österreichischer Nationalspieler

### Rekordspieler
Stand: 3. Juni 2024
| Punkte |                       |        |
| Platz  | Spieler               | Punkte |
| 1.     | Walter Putnik         | 503    |
| 2.     | Mieczyslaw Jaskierski | 470    |
| 3.     | Ryan Foster           | 353    |
| 4.     | Petr Vala             | 321    |
| 5.     | Igor Rataj            | 312    |

| Tore  |                       |      |
| Platz | Spieler               | Tore |
| 1.    | Mieczyslaw Jaskierski | 259  |
| 2.    | Ryan Foster           | 194  |
| 3.    | Walter Putnik         | 189  |
| 4.    | Petr Vala             | 131  |
| 5.    | Igor Rataj            | 128  |

| Assists |                       |         |
| Platz   | Spieler               | Assists |
| 1.      | Walter Putnik         | 314     |
| 2.      | Mieczyslaw Jaskierski | 211     |
| 3.      | Petr Vala             | 190     |
| 4.      | Igor Rataj            | 184     |
| 5.      | Franz Wilfan          | 177     |

| Spiele |                       |        |
| Platz  | Spieler               | Spiele |
| 1.     | Thomas Guggenberger   | 534    |
| 2.     | Stephan Uhl           | 515    |
| 3.     | Johannes Schernthaner | 496    |
| 4.     | Günther D'Ambros      | 473    |
| 5.     | Tobias Dinhopel       | 416    |

| Strafminuten |                  |              |
| Platz        | Spieler          | Strafminuten |
| 1.           | Harald Estermann | 717          |
| 2.           | Günther D'Ambros | 669          |
| 3.           | Stephan Uhl      | 613          |
| 4.           | Walter Putnik    | 592          |
| 5.           | Markus Hausegger | 539          |

### Meisterkader

#### 1990/91
| Nationalliga-Meister 1990/91 | Torhüter: Markus Wehrhan Verteidiger: Stefan Linemaier, Wolfgang Trup, Jeff Winstanley Angreifer: Klaus Burgstaller, Thomas Frühwirth, Rodger Huiatt, Thomas Kleineisen, Oliver Pilloni, Walter Putnik, Christian Rieser, Krunoslav Sekulic, Dieter Werfring Cheftrainer: Manfred Mühllechner |

#### 2002/03
| Nationalliga-Meister 2002/03 | Torhüter: Patrick Machreich, Stefan Horneber, Alexander Krätschmer, Tamas Rajz Verteidiger: Patrik Aronsson, Günther D’Ambros, Albert Fersterer, Markus Hausegger, Gert Krenn, Jakob Lainer, Victor Lindgren, Georg Rattensperger, Wolfgang Trup Angreifer: Jozef Daňo, Harald Estermann, Ryan Foster, Thomas Guggenberger, Robin Johnston, Florian Kaindl, Gerald Lederer, Walter Putnik, Christoph Rud, Matthias Schwab, Thomas Schwab, Stephan Uhl, Philipp Wurzer Cheftrainer: Jukka Vienonen |

#### 2004/05
| Nationalliga-Meister 2004/05 | Torhüter: Bernhard Bock, Michael Suttnig, Alexander Krätschmer Verteidiger: Shayne McCosh, Wolfgang Trup, Markus Hausegger, Günther D'Ambros, Peter Dilsky, Jakob Lainer, Albert Fersterer, Marcell Wurzer Angreifer: Jozef Daňo, Michael Henrich, Walter Putnik, Philip Wurzer, Stephan Uhl, Andreas Geier, Harald Estermann, Christian Widauer, Thomas Guggenberger, Robin Johnston, Gerald Lederer, Michael Warner, Michael Leimgruber, Nikolaus Lang Cheftrainer: Richard Novak |

#### 2022/23
| Österreichischer Meister der Alps Hockey League 2022/23 | Torhüter: Max Zimmermann, Alois Schultes Verteidiger: Laurin Müller, David Rattensberger, Jesper Akerman, Johannes Schernthaner, Alexander Frandl, Maximilian Egger, Daniel Vojta, Fredrik Widen Angreifer: Fabio Artner, Daniel Ban, Hubert Berger, Tobias Dinhopel, Markus Hanl, Aleksi Hämäläinen, Christian Jennes, Cornelius Kaschnig, Patrik Kittinger, Henrik Neubauer, Kevin Pesendorfer, Philip Putnik, Bastian Szieber, Tomi Wilenius, Benedikt Wohlfahrt Cheftrainer: Mike Flanagan |

#### 2024/25
| Meister der Alps Hockey League 2024/25 | Torhüter: Max Zimmermann, Alois Schultes, Ralf Kropiunig Verteidiger: Mario Altmann, Tyler Cuma, Maximilian Egger, Bernhard Fechtig, Josef Flick, Lorenz Lindner, Timo Pallierer, Devin Steffler, Kele Steffler, Fredrik Widen Angreifer: Fabio Artner, Daniel Ban, Hubert Berger, Nick Huard, Christian Jennes, Robin Johansson, Felix Koschek, Alexander Lahoda, Matt McLeod, Tobias Piuk, Aljaz Predan, Philip Putnik, Kilian Rappold, Max Stiegler, Leon Widhalm, Max Wilfan Cheftrainer: Marcel Rodman |

## Trainer
| Zeitraum  | Name                               | Anmerkungen                                                       |
| --------- | ---------------------------------- | ----------------------------------------------------------------- |
| 1947–???  | Walter Feistritzer                 | Spielertrainer                                                    |
| ???–1957  | Hans Unterganschnigg               | Spielertrainer                                                    |
| 1957–1960 | Robert Zalinge                     | Spielertrainer                                                    |
| 1960–1963 | Bob Bergeron                       | Spielertrainer                                                    |
| 1963–1964 | Bob McNeil                         | Spielertrainer                                                    |
| 1964–1965 | Othmar Steiner                     | Spielertrainer                                                    |
| 1965–1967 | Mike O’Brien                       | Spielertrainer                                                    |
| 1967–1969 | Gary Millman                       | Spielertrainer                                                    |
| 1969      | Horst Gumpold                      | Spielertrainer                                                    |
| 1969–1970 | Jiri Justra                        |                                                                   |
| 1970–1971 | Dave Butchard                      | Spielertrainer                                                    |
| 1971–1972 | Norman Gaffney & Edward Werner     | Spielertrainer                                                    |
| 1972      | Fred Huber                         |                                                                   |
| 1972–1973 | Dave Butchard                      | Spielertrainer; zweite Amtszeit                                   |
| 1973–1974 | Kurt Günther                       | Spielertrainer                                                    |
| 1974–1977 | Gordon Engele                      | Spielertrainer; ab 1976 zusammen mit Clifford Steward             |
| 1976–1977 | Clifford Steward                   | Spielertrainer; zusammen mit Gordon Engele                        |
| 1977–1978 | Helmuth Mayer                      | Spielertrainer                                                    |
| 1978–1980 | Francziscek Klocek & Jan Mrugala   | Spielertrainer; Nationalliga-Meister 1979                         |
| 1980–1981 | Josef Kriechbaum                   |                                                                   |
| 1981–1983 | Henryk Janiszewki                  | Spielertrainer                                                    |
| 1983–1984 | Horst Gumpold                      | zweite Amtszeit                                                   |
| 1984–1985 | Mirtek Jaskierski                  | Spielertrainer                                                    |
| 1985–1986 | Jan Iskrzyski                      | Nationalliga-Meister 1986                                         |
| 1986–1987 | Helmuth Mayer                      | zweite Amtszeit                                                   |
| 1987–1988 | Robert Wurzer                      |                                                                   |
| 1988      | Robert Torgler                     |                                                                   |
| 1988–1989 | Manfred Mühllechner & Helmut Mayer | Interimstrainer; dritte Amtszeit Mayers                           |
| 1989–1991 | Manfred Mühllechner                | Nationalliga-Meister 1990 & 1991                                  |
| 1991–1993 | Frank Carnevale                    | beste Platzierung der Vereinsgeschichte: Bundesliga 3. Platz 1993 |
| 1993–1994 | Alexander Jakuschew                |                                                                   |
| 1994–1995 | Steven Polgar                      |                                                                   |
| 1995–1996 | Günther Mayr & Hans Jahns          |                                                                   |
| 1996–1997 | Jerker Andersson                   |                                                                   |
| 1997–1999 | Ramil Juldaschew                   | Spielertrainer, ab 1998 zusammen mit Jiri Svitak                  |
| 1998–1999 | Jiri Svitak                        | zusammen mit Ramil Juldaschew                                     |
| 1999–2002 | Timo Sutinen                       |                                                                   |
| 2002      | Herbert Pöck                       | Interimstrainer                                                   |
| 2002–2004 | Jukka Vienonen                     | Nationalliga-Meister 2003                                         |
| 2004–2006 | Richard Novak                      | Nationalliga-Meister 2005                                         |
| 2006–2008 | Johan Strömwall                    |                                                                   |
| 2008–2009 | Tom Pokel                          |                                                                   |
| 2009–2011 | Peter Dilsky                       |                                                                   |
| 2011–2015 | Milan Mazanec                      |                                                                   |
| 2015–2016 | Herbert Hohenberger                |                                                                   |
| 2016–2018 | Dieter Werfring                    |                                                                   |
| 2018–2019 | Greg Holst                         | Interimstrainer                                                   |
| 2019–2021 | Jaka Avgustincic                   |                                                                   |
| 2021–2022 | Martin Ekrt                        |                                                                   |
| 2022      | Christoph Frank                    | Interimstrainer                                                   |
| 2022–2024 | Mike Flanagan                      | Zweitliga-Meister 2023                                            |
| seit 2024 | Marcel Rodman                      | Alps Hockey League-Sieger 2025                                    |

## Saisonstatistik
Quellen: hockeyarchives.info, eliteprospects.com
| Saison  | Liga         | Sp                                                       | S                                                        | OTS                                                      | U                                                        | OTN                                                      | N                                                        | T                                                        | GT                                                       | Punkte                                                   | Platzierung                                              | Endrunde                                                 |
| ------- | ------------ | -------------------------------------------------------- | -------------------------------------------------------- | -------------------------------------------------------- | -------------------------------------------------------- | -------------------------------------------------------- | -------------------------------------------------------- | -------------------------------------------------------- | -------------------------------------------------------- | -------------------------------------------------------- | -------------------------------------------------------- | -------------------------------------------------------- |
| 1972/73 | Oberliga     | 20                                                       | 13                                                       | –                                                        | 2                                                        | –                                                        | 5                                                        | 76                                                       | 43                                                       | 28                                                       | 3                                                        | Platz 2                                                  |
| 1974/75 | Oberliga     | 20                                                       | 18                                                       | –                                                        | 1                                                        | –                                                        | 1                                                        | 227                                                      | 42                                                       | 37                                                       | 1 (West)                                                 | Meister                                                  |
| 1975/76 | Nationalliga | 20                                                       | 12                                                       | –                                                        | 0                                                        | –                                                        | 8                                                        | 91                                                       | 68                                                       | 24                                                       | 3                                                        |                                                          |
| 1976/77 | Nationalliga | 20                                                       | 12                                                       | –                                                        | 2                                                        | –                                                        | 6                                                        |                                                          |                                                          | 26                                                       | 3                                                        |                                                          |
| 1980/81 | Nationalliga | 24                                                       |                                                          |                                                          |                                                          |                                                          |                                                          |                                                          |                                                          | 18                                                       | 5                                                        |                                                          |
| 1982/83 | Nationalliga | 24                                                       | 17                                                       | –                                                        | 2                                                        | –                                                        | 5                                                        | 147                                                      | 76                                                       | 36                                                       | 3                                                        |                                                          |
| 1983/84 | Nationalliga | 20                                                       | 13                                                       | –                                                        | 2                                                        | –                                                        | 5                                                        | 115                                                      | 71                                                       | 28                                                       | 3                                                        | 3                                                        |
| 1984/85 | Nationalliga | 24                                                       | 14                                                       | –                                                        | 2                                                        | –                                                        | 8                                                        | 128                                                      | 106                                                      | 31                                                       | 3                                                        | 2                                                        |
| 1985/86 | Nationalliga | 24                                                       | 14                                                       | –                                                        | 3                                                        | –                                                        | 7                                                        | 148                                                      | 129                                                      | 31                                                       | 5                                                        | Meister                                                  |
| 1986/87 | Nationalliga | 28                                                       | 11                                                       | –                                                        | 3                                                        | –                                                        | 14                                                       | 85                                                       | 129                                                      | 25                                                       | 4                                                        | 5                                                        |
| 1987/88 | Nationalliga | 30                                                       | 8                                                        | –                                                        | 3                                                        | –                                                        | 19                                                       | 156                                                      | 206                                                      | 20                                                       | 4                                                        | 5                                                        |
| 1988/89 | Nationalliga | 30                                                       | 15                                                       | –                                                        | 3                                                        | –                                                        | 12                                                       | 220                                                      | 195                                                      | 34                                                       | 4                                                        | 4                                                        |
| 1989/90 | Nationalliga | 24                                                       | 15                                                       | –                                                        | 1                                                        | –                                                        | 8                                                        | 125                                                      | 98                                                       | 31                                                       | 2                                                        | Meister                                                  |
| 1990/91 | Nationalliga | 24                                                       | 16                                                       | –                                                        | 4                                                        | –                                                        | 4                                                        | 163                                                      | 103                                                      | 36                                                       | 2                                                        | Meister, Aufstieg                                        |
| 1991/92 | Alpenliga    | 18                                                       | 9                                                        | –                                                        | 0                                                        | –                                                        | 9                                                        | 70                                                       | 80                                                       | 18                                                       | 6                                                        | Play-offs verpasst                                       |
| 1991/92 | Bundesliga   | 24                                                       | 4                                                        | –                                                        | 3                                                        | –                                                        | 17                                                       | 81                                                       | 132                                                      | 11                                                       | 7                                                        | Play-offs verpasst                                       |
| 1992/93 | Alpenliga    | 30                                                       | 13                                                       | –                                                        | 6                                                        | –                                                        | 11                                                       | 121                                                      | 118                                                      | 32                                                       | 9                                                        | Play-offs verpasst                                       |
| 1992/93 | Bundesliga   | 20                                                       | 10                                                       | –                                                        | 3                                                        | –                                                        | 7                                                        | 66                                                       | 55                                                       | 23                                                       | 3                                                        | Halbfinale                                               |
| 1993/94 | Nationalliga | 18                                                       | 9                                                        | –                                                        | 3                                                        | –                                                        | 6                                                        | 98                                                       | 74                                                       | 21                                                       | 5                                                        | Halbfinale                                               |
| 1994/95 | Bundesliga   | 30                                                       | 7                                                        | –                                                        | 3                                                        | –                                                        | 20                                                       | 108                                                      | 150                                                      | 17                                                       | 10                                                       | Abstieg                                                  |
| 1995/96 |              | kein professioneller Spielbetrieb aufgrund von Insolvenz | kein professioneller Spielbetrieb aufgrund von Insolvenz | kein professioneller Spielbetrieb aufgrund von Insolvenz | kein professioneller Spielbetrieb aufgrund von Insolvenz | kein professioneller Spielbetrieb aufgrund von Insolvenz | kein professioneller Spielbetrieb aufgrund von Insolvenz | kein professioneller Spielbetrieb aufgrund von Insolvenz | kein professioneller Spielbetrieb aufgrund von Insolvenz | kein professioneller Spielbetrieb aufgrund von Insolvenz | kein professioneller Spielbetrieb aufgrund von Insolvenz | kein professioneller Spielbetrieb aufgrund von Insolvenz |
| 1996/97 | Nationalliga | 12                                                       | 0                                                        | –                                                        | 2                                                        | –                                                        | 10                                                       | 37                                                       | 68                                                       | 2                                                        | 7                                                        | Play-offs verpasst                                       |
| 1997/98 | Nationalliga | 20                                                       | 14                                                       | –                                                        | 4                                                        | –                                                        | 2                                                        | 111                                                      | 58                                                       | 26                                                       | 1                                                        | Finale                                                   |
| 1998/99 | Nationalliga | 28                                                       | 19                                                       | –                                                        | 0                                                        | –                                                        | 9                                                        | 139                                                      | 99                                                       | 28                                                       | 3                                                        | Finale                                                   |
| 1999/00 | Nationalliga | 28                                                       | 16                                                       | 1                                                        | 0                                                        | 2                                                        | 9                                                        | 133                                                      | 111                                                      | 30                                                       | 2                                                        | Finale                                                   |
| 2000/01 | Bundesliga   | 36                                                       | 14                                                       | 2                                                        | –                                                        | 4                                                        | 16                                                       | 136                                                      | 151                                                      | 36                                                       | 6                                                        | Viertelfinale                                            |
| 2001/02 | Bundesliga   | 32                                                       | 11                                                       | 4                                                        | –                                                        | 2                                                        | 15                                                       | 107                                                      | 117                                                      | 32                                                       | 6                                                        | Viertelfinale                                            |
| 2002/03 | Nationalliga | 28                                                       | 21                                                       | 1                                                        | 0                                                        | 3                                                        | 3                                                        | 204                                                      | 99                                                       | 35                                                       | 2                                                        | Meister                                                  |
| 2003/04 | Nationalliga | 28                                                       | 11                                                       | 2                                                        | 0                                                        | 2                                                        | 13                                                       | 91                                                       | 101                                                      | 22                                                       | 5                                                        | Halbfinale                                               |
| 2004/05 | Nationalliga | 36                                                       | 29                                                       | 3                                                        | 0                                                        | 1                                                        | 3                                                        | 181                                                      | 103                                                      | 49                                                       | 1                                                        | Meister                                                  |
| 2005/06 | Nationalliga | 32                                                       | 17                                                       | 4                                                        | 0                                                        | 3                                                        | 8                                                        | 143                                                      | 110                                                      | 34                                                       | 2                                                        | Halbfinale                                               |
| 2006/07 | Nationalliga | 32                                                       | 17                                                       | 4                                                        | 0                                                        | 4                                                        | 7                                                        | 171                                                      | 129                                                      | 35                                                       | 4                                                        | Halbfinale                                               |
| 2007/08 | Nationalliga | 32                                                       | 16                                                       | 2                                                        | 0                                                        | 3                                                        | 11                                                       | 138                                                      | 119                                                      | 31                                                       | 5                                                        | Viertelfinale                                            |
| 2008/09 | Nationalliga | 28                                                       | 15                                                       | 3                                                        | 0                                                        | 0                                                        | 10                                                       | 121                                                      | 93                                                       | 37                                                       | 3                                                        | Halbfinale                                               |
| 2009/10 | Nationalliga | 36                                                       | 8                                                        | 2                                                        | 0                                                        | 5                                                        | 21                                                       | 109                                                      | 173                                                      | 23                                                       | 6                                                        | Viertelfinale                                            |
| 2010/11 | Nationalliga | 34                                                       | 8                                                        | 6                                                        | 0                                                        | 1                                                        | 19                                                       | 85                                                       | 122                                                      | 37                                                       | 7                                                        | Qualifikation                                            |
| 2011/12 | Nationalliga | 32                                                       | 12                                                       | 1                                                        | –                                                        | 2                                                        | 17                                                       | 105                                                      | 113                                                      | 40                                                       | 7                                                        | Viertelfinale                                            |
| 2012/13 | INL          | 30                                                       | 17                                                       | 5                                                        | –                                                        | 0                                                        | 8                                                        | 116                                                      | 93                                                       | 61                                                       | 1                                                        | Halbfinale                                               |
| 2013/14 | INL          | 36                                                       | 22                                                       | 1                                                        | –                                                        | 4                                                        | 9                                                        | 150                                                      | 90                                                       | 72                                                       | 4                                                        | Halbfinale                                               |
| 2014/15 | INL          | 28                                                       | 17                                                       | 3                                                        | –                                                        | 0                                                        | 8                                                        | 107                                                      | 85                                                       | 57                                                       | 1                                                        | Halbfinale                                               |
| 2015/16 | INL          | 32                                                       | 11                                                       | 1                                                        | –                                                        | 5                                                        | 15                                                       | 81                                                       | 100                                                      | 40                                                       | 6                                                        | Viertelfinale                                            |
| 2016/17 | AlpsHL       | 38                                                       | 15                                                       | 2                                                        | –                                                        | 3                                                        | 18                                                       | 107                                                      | 114                                                      | 52                                                       | 11                                                       | Play-offs verpasst                                       |
| 2017/18 | AlpsHL       | 40                                                       | 18                                                       | 2                                                        | –                                                        | 2                                                        | 18                                                       | 105                                                      | 138                                                      | 60                                                       | 12                                                       | Play-offs verpasst                                       |
| 2018/19 | AlpsHL       | 40                                                       | 9                                                        | 3                                                        | –                                                        | 4                                                        | 24                                                       | 106                                                      | 171                                                      | 37                                                       | 13                                                       | Play-offs verpasst                                       |
| 2019/20 | AlpsHL       | 42                                                       | 16                                                       | 2                                                        | –                                                        | 4                                                        | 20                                                       | 138                                                      | 141                                                      | 58                                                       | 12                                                       | Play-offs verpasst                                       |
| 2020/21 | AHC Div. 1   | Saison wegen Covid19-Pandemie-Beschränkungen eingestellt | Saison wegen Covid19-Pandemie-Beschränkungen eingestellt | Saison wegen Covid19-Pandemie-Beschränkungen eingestellt | Saison wegen Covid19-Pandemie-Beschränkungen eingestellt | Saison wegen Covid19-Pandemie-Beschränkungen eingestellt | Saison wegen Covid19-Pandemie-Beschränkungen eingestellt | Saison wegen Covid19-Pandemie-Beschränkungen eingestellt | Saison wegen Covid19-Pandemie-Beschränkungen eingestellt | Saison wegen Covid19-Pandemie-Beschränkungen eingestellt | Saison wegen Covid19-Pandemie-Beschränkungen eingestellt | Saison wegen Covid19-Pandemie-Beschränkungen eingestellt |
| 2021/22 | AlpsHL       | 31                                                       | 14                                                       | 2                                                        | –                                                        | 2                                                        | 13                                                       | 108                                                      | 108                                                      | 48                                                       | 9                                                        | Viertelfinale                                            |
| 2022/23 | AlpsHL       | 28                                                       | 14                                                       | 2                                                        | –                                                        | 11                                                       | 1                                                        | 101                                                      | 80                                                       | 47                                                       | 6                                                        | Play-offs verpasst                                       |
| 2023/24 | AlpsHL       | 30                                                       | 16                                                       | 2                                                        | –                                                        | 9                                                        | 2                                                        | 113                                                      | 84                                                       | 61                                                       | 2                                                        | Viertelfinale                                            |
| 2024/25 | AlpsHL       | 42                                                       | 27                                                       | 6                                                        | –                                                        | 9                                                        | 2                                                        | 150                                                      | 105                                                      | 99                                                       | 1                                                        | Meister                                                  |